# Těškovice
Těškovice település Csehországban, a Opavai járásban. Těškovice Bílovec, Zbyslavice, Tísek, Kyjovice, Hlubočec, Pustá Polom és Bítov településekkel határos. Lakosainak száma 815 fő (2024. január 1.).

## Népesség
A település lakosságának változását az alábbi diagram mutatja:
| Lakosok száma | 638  | 814  | 748  | 800  | 887  | 834  | 827  | 825  | 800  | 815  |
|               | 1869 | 1900 | 1921 | 1961 | 1980 | 2011 | 2016 | 2019 | 2021 | 2024 |